# Federazione di hockey su ghiaccio del Regno Unito
La Ice Hockey UK (IHUK) è un'organizzazione fondata il 19 novembre 1908 per governare la pratica dell'hockey su ghiaccio nel Regno Unito.
A livello internazionale è l'unico organo britannico riconosciuto per svolgere questa funzione, rimpiazzando la defunta British Ice Hockey Association.